# Jerzy Schroeder (inżynier)
Jerzy Schroeder (ur. 18 czerwca 1912 we Lwowie, zm. 11 czerwca 2000 we Wrocławiu) – polski inżynier, profesor nauk chemicznych.  
Syn Artura Schroedera, prozaika, poety i publicysty, oraz Marii Daisenberg, pochodzącej z rodziny o austriackich korzeniach. Absolwent Korpusu Kadetów Nr 1 i Politechniki Lwowskiej (1937). Po studiach podjął pracę na Wydziale Chemicznym w Dublanach. W czasie II wojny światowej walczył jako kapral podchorąży w obronie Lwowa, a następnie, po przeniesieniu się w okolice Krakowa, kontynuował walkę pod pseudonimem "Pokorny" w szeregach batalionu "Skała" Krakowskiej Komendy Dywersji. Prowadził też konspiracyjne wykłady na Uniwersytecie Jagielloński. 
Po wojnie zamieszkał we Wrocławiu. Docent od 1955; prof. nadzwyczajny w 1964 na Wydziale Chemicznym Politechniki Wrocławskiej i dziekan tego wydziału (1956-1958 i 1962-1964).  W 1971 otrzymał tytuł profesora zwyczajnego. Rektor Politechniki Wrocławskiej (1982). W latach 1966–1991 członek Komitetu Nauk Chemicznych PAN. Autor 130 publikacji, 40 patentów w tym 11 zagranicznych. W 1982 r. przeszedł na emeryturę. 
Pochowany na Cmentarzu Świętej Rodziny we Wrocławiu. 

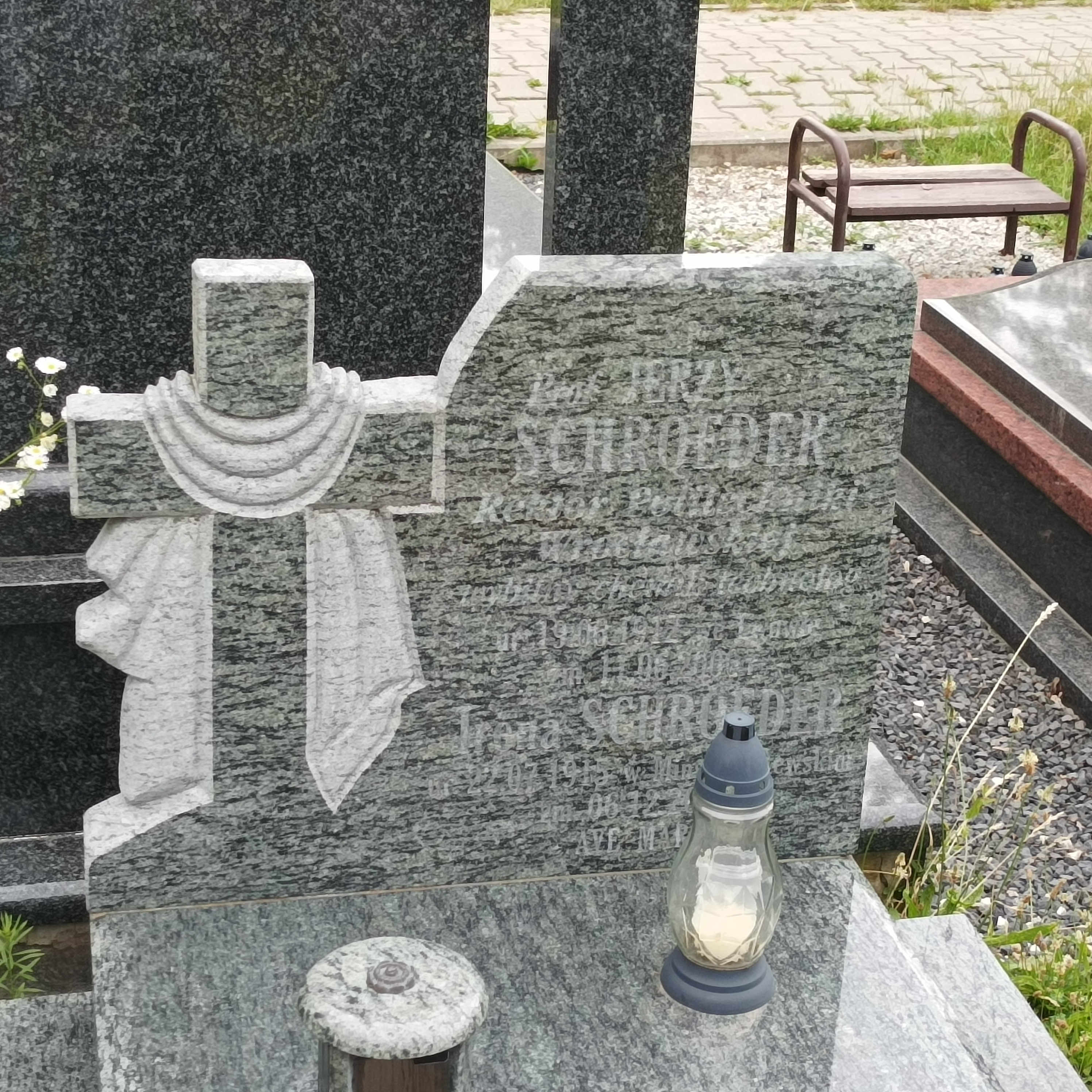
Grób prof. Jerzego Schroedera na Cmentarzu Świętej Rodziny we Wrocławiu

## Życie prywatne
Ożeniony z Ireną z Grudzińskich, pochodzącą z majątku ziemskiego pod Mińskiem, który musiała opuścić po zamordowaniu ojca przez bolszewików. Ich córka, Teresa (ur. w 1939 r. we Lwowie- zm. w 2007 w Warszawie), wyszła za mąż za artystę-malarza Franciszka Starowieyskiego.

## Odznaczenia[8]
- Krzyż Oficerski Orderu Odrodzenia Polski,
- Krzyż Kawalerski Orderu Odrodzenia Polski,
- Złoty Krzyż Zasługi,
- Krzyż Armii Krajowej,
- Krzyż Partyzanckim
- Odznaka Grunwaldzka,
- Medal Komisji Edukacji Narodowej,
- Medal  „Za  Wybitne  Zasługi  dla  Rozwoju  Politechniki  Wrocławskiej”,
- Złota Odznaka „Za zasługi dla przemysłu chemicznego”.